# Prononciation du turc
Cette page contient des caractères spéciaux ou non latins. S’ils s’affichent mal (▯, ?, etc.), consultez la page d’aide Unicode.
En turc, à quelques exceptions près, chaque lettre ne se prononce que d'une seule manière. Le yumuşak ge (voir plus bas) est la seule lettre prononcée faiblement et qui allonge la lettre qui la précède. Une des particularités graphiques du turc est le I avec ou sans point : ‹ İ i › et ‹ I ı ›.

## Tableau des équivalences
| Lettre turque | Équivalent français | Symbole API   |
| ------------- | --- | ------------- |
| A, a          | a prononcé de l'arrière de la bouche comme dans pâte mais légèrement plus avancé, sauf dans quelques mots d’emprunt où il est prononcé à l’avant comme şikâyet ; dans ce dernier cas il est souvent orthographié â ¹. | [ɑ̟], [ä]      |
| B, b          | comme en français. | [b]           |
| C, c          | dj comme dans Djibouti. | [dʒ]          |
| Ç, ç          | tch comme dans tchatche. | [tʃ]          |
| D, d          | comme en français. | [d̪]           |
| E, e          | Un e fermé, comme dans dé ². Se prononce è avant m, n, l et r. | [e̞], [æ]      |
| F, f          | comme en français. | [f]           |
| G, g          | dur comme dans gogo, se palatise devant e, i, ö, ü et â (rüzgâr). | [g], [ɟ]      |
| Ğ, ğ          | dans la langue turque, elle est appelée le 'G doux' cette lettre se prononce comme 'gh', ne palatise jamais comme le g normal, pour obtenir ce son prononcer [W] sans bouger les lèvres. Seulement cette lettre n'a aucune prononciation quand elle se retrouve entre deux voyelles (exemple eğim) : elle sert à allonger la voyelle précédente (eeim) ³. | [ɰ], [j], [ː] |
| H, h          | expiré, comme en anglais, en début de syllabe ; en fin de syllabe il sera plus fort, comme le "ch" allemand ou la jota espagnole ⁴. | [h], [x]      |
| I, ı          | sans équivalent en français (prononcer un i en reculant la langue dans la bouche, ou un ou sans arrondissement) | [ɯ]           |
| İ, i          | comme un i français. | [i]           |
| J, j          | comme en français. | [ʒ]           |
| K, k          | comme en français, se palatise devant e, i, ö, ü et â ⁵. | [k], [c]      |
| L, l          | toujours vélarisé comme en anglais ⁶ | [ɫ]           |
| M, m          | comme en français. | [m]           |
| N, n          | comme en français dans panne. Ne nasalise pas la voyelle précédente. | [n]           |
| O, o          | toujours ouvert comme dans porte. | [o̞]           |
| Ö, ö          | eu toujours ouvert comme dans peur, très rarement fermé comme dans vieux (öyle). | [œ], [ø]      |
| P, p          | comme en français | [p]           |
| R, r          | battu, comme le r simple en espagnol (r entre deux voyelles et non rr ou r en début de mot). | [ɾ]           |
| S, s          | ss comme dans bosse mais plus avancé. | [s̟]           |
| Ş, ş          | ch comme dans chemin. | [ʃ]           |
| T, t          | comme en français. | [t̪]           |
| U, u          | ou de rouge, jamais u de lune. | [u]           |
| Ü, ü          | u comme dans lu. | [y]           |
| V, v          | comme en français, plus rarement [w] comme dans tuvalet [tuwalɛt] ⁷. | [v], [w]      |
| Y, y          | comme y dans yaourt ou -ille dans paille. | [j]           |
| Z, z          | comme en français mais plus avancé. | [z̟]           |